# Pratylenchidae
Pratylenchidae – rodzina nicieni. Wiele gatunków z tej rodziny odpowiedzialnych jest za zmęczenie gleby.
Przedstawiciele:
- Pratylenchus penetrans – korzeniak szkodliwy
- Pratylenchus neglectus
- Pratylenchus crenatus
- Pratylenchus thornei
- Radopholus similis

Niektóre źródła wydzielają podrodzinę Pratylenchinae.